# دايفيد هوروويتز
دايفيد هوروويتز (بالإنجليزية: David Horowitz)‏ هو صحفي أمريكي، ولد في 26 يونيو 1937 في ذا برونكس في الولايات المتحدة، وتوفي في 14 فبراير 2019.

## وصلات خارجية
- دايفيد هوروويتز على موقع IMDb (الإنجليزية)
- دايفيد هوروويتز على موقع قاعدة بيانات الفيلم (الإنجليزية)